# Anna Lucasta
Anna Lucasta é um filme de drama noir de 1949 dirigido por Irving Rapper e estrelado por Paulette Goddard, William Bishop, John Ireland, Oscar Homolka e Broderick Crawford. Foi lançado pela Columbia Pictures em 11 de julho de 1949.

## Elenco
- Paulette Goddard como Anna Lucasta
- William Bishop como Rudolf Strobel
- John Ireland como Danny Johnson
- Oscar Homolka como Joe Lucasta
- Broderick Crawford como Frank
- Will Geer como Noah
- Gale Page como Katie
- Mary Wickes como Stella
- Whit Bissell como Stanley
- Lisa Golm como Theresa
- James Brown como Buster
- Dennie Moore como Blanche
- Anthony Caruso como Eddie